# Ирфан Шахид
Ирфан Ариф Шахид (арап. عرفان شهيد‎‎; Назарет, Палестина, 15. јануар 1926 – Вашингтон, 9. новембар 2016), рођен као Ирфан Ариф Кавар (عرفان عارف قعوار), био је научник из области оријенталних студија. Од 1982. године па све до своје смрти био је професор на Универзитету Џорџтаун, где је био и Оману где је радио као професор арапског и исламске књижевности. Шахид је такође био члан Средњовековне академије Америке од 2012. године.

## Биографија
Шахид је рођен у Назарету, Палестини, за време Британског мандата над Палестином у породици арапских хришћана. Родно место је затим напустио отишавши на Колеџ Св. Јована, Оксфорд где је читао класике грчко-римске историје. Студирао је под менторством чувеног професора А. Н. Шарвин-Вајта.
Стекао је докторат на Универзитету Пристон на арапским и исламским студијама. Његов докторска теза је била “Рани ислам и поезија.” Шахидово истраживање је првенствено фокусирано на три главна подручја: Подручје где се грчки-римски свет, посебно Византијско царство, срео са арапским и исламским световима у касној антици и средњем веку, исламским студијама, посебно Кураном и арапском књижевношћу, нарочито класичном и средњовековном арапском поезијом. Године 2012. Шахид је постао члан Средњовековне Академије Америке.

## Одабрани радови
- Byzantium and the Arabs in the Sixth Century, Volume 2, Part 2, 2010
- Byzantium and the Arabs in the Sixth Century, Volume 2, Part 1, 2002
- Byzantium and the Arabs in the Sixth Century, Volume 1, 1995
- Byzantium and the Arabs in the Fifth Century, 1989
- Byzantium and the Semitic Orient Before the Rise of Islam (Collected Studies Series: No.Cs270), 1988
- Byzantium and the Arabs in the Fourth Century, 1984
- Rome and the Arabs: A Prolegomenon to the Study of Byzantium and the Arabs, 1984
- Omar Khayyám, the Philosopher-Poet of Medieval Islam, 1982